# Berezin B-20
El Berezin B-20 (Березин Б-20) era un cañón automático de 20 mm empleado a bordo de los cazas soviéticos durante la Segunda Guerra Mundial.

## Desarrollo
El B-20 fue creado por Mijaíl Yevguénevich Berezin en 1944, al modificar su ametralladora Berezin UB de 12,7 mm para poder disparar los proyectiles de 20 mm del cañón automático ShVAK. No se le hicieron otros cambios al arma, que era cargada mediante un sistema neumático o mecánico, estando disponible en versiones sincronizadas y sin sincronizar. En 1946 se creó una versión con percusión eléctrica para montarse en las torretas del bombardero Tupolev Tu-4, hasta que el cañón automático Nudelman-Rikhter NR-23 estuviese disponible. El B-20 fue un reemplazo adecuado para el ShVAK, porque era mucho más ligero, 25 kg respecto a los 40 kg del ShVAK, sin sacrificar la cadencia de disparo o velocidad de boca.     

## Producción
Las siguientes cifras de producción se pueden hallar en los archivos soviéticos:
- 1944 — 2.275
- 1945 — 7.240
- 1946 — 440
- 1947 — 780
- 1948 — 1.686
- 1949 — 2.931